# Arni-Islisberg
Arni-Islisberg (toponimo tedesco) è stato un comune svizzero del Canton Argovia, nel distretto di Bremgarten

## Storia
Il comune di Arni-Islisberg è stato soppresso nel 1983 con la sua divisione nei comuni di Arni e Islisberg.

## Società

### Evoluzione demografica
L'evoluzione demografica è riportata nella seguente tabella:
Abitanti censiti